# Andrew Dismore

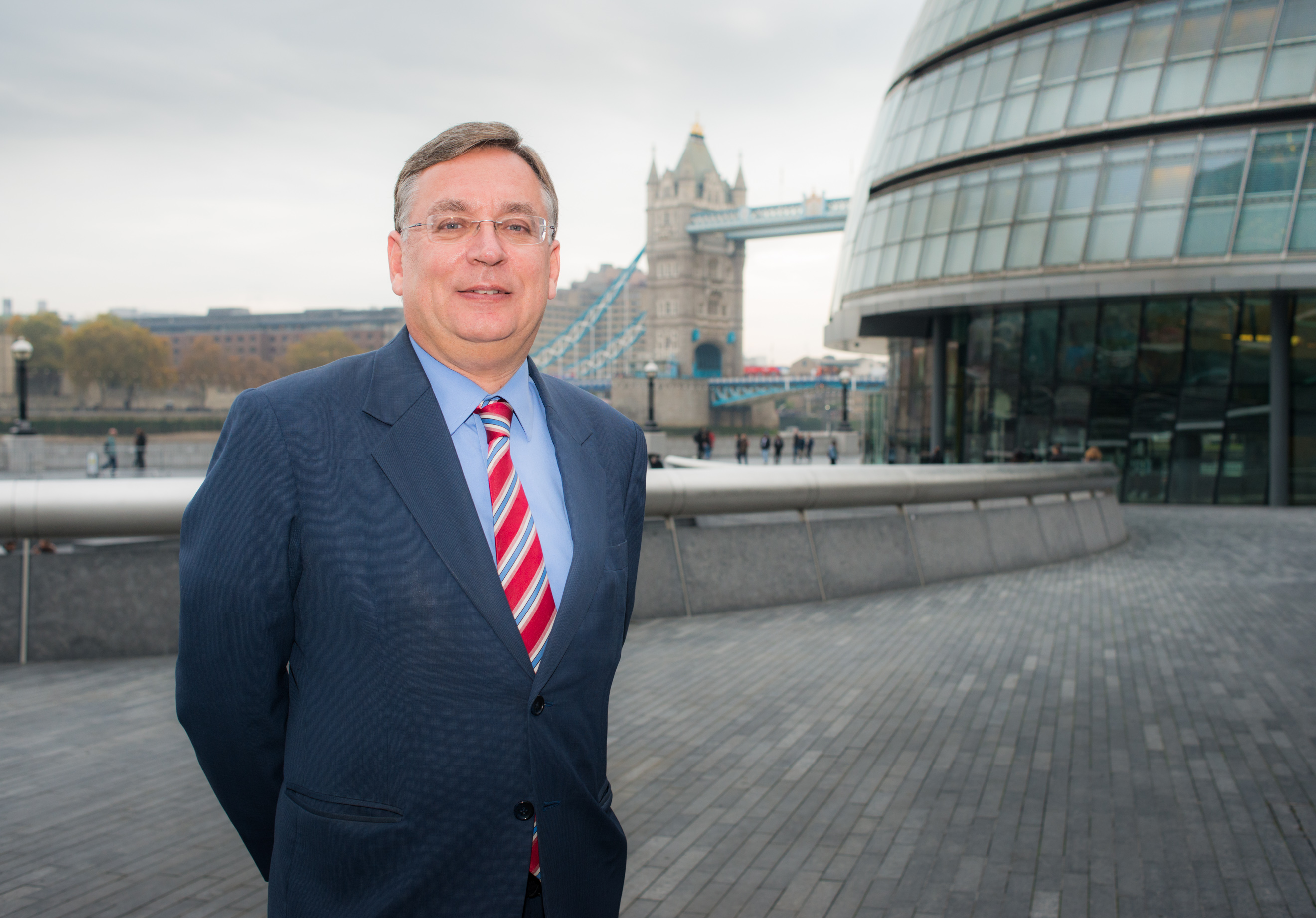
Andrew Dismore

Andrew Hartley Dismore, född 2 september 1954, är en brittisk Labourpolitiker. Han var parlamentsledamot för valkretsen Hendon i London från 1997 till 2010. Han var tidigare lokalpolitiker i Westminster Council.
En fråga som Andrew Dismore ställde till premiärminister Tony Blair i parlamentet den 10 juni 1999 om hågkomst av och upplysning om Förintelsen ledde till att Holocaust Memorial Day infördes i Storbritannien.  